# 한국폴리텍대학
학교법인 한국폴리텍(學校法人 韓國폴리텍, Korea Polytechnics)은 대한민국의 기능대학 설치를 위해 대한민국 고용노동부가 설립한 학교법인이다. 고용노동부 산하 기타공공기관으로 지정되어 있다.

## 기능대학
폴리텍대학이란 종합기술전문대학이라는 뜻이며, 전신 이름인 기능대학이라는 이름을 사용하지 않고 한국폴리텍대학으로 변경하여 대한민국을 대표하여 직업교육훈련기관이라는 개혁 의지를 담고있다. 전국에 있는 한국폴리텍I대학부터 한국폴리텍특성화대학까지 8개 대학에 대한 통칭이며, 한국폴리텍Ⅰ(로마자 'Ⅰ'는 아라비아 숫자 '1'을 의미, 이후 동일)대학, 한국폴리텍Ⅱ대학, 한국폴리텍Ⅲ대학, 한국폴리텍Ⅳ대학, 한국폴리텍Ⅴ대학, 한국폴리텍Ⅵ대학, 한국폴리텍Ⅶ대학의 7개 대학과 한국폴리텍특성화대학(한국폴리텍바이오캠퍼스, 한국폴리텍반도체융합캠퍼스, 한국폴리텍항공캠퍼스,한국폴리텍로봇캠퍼스),대안학교(한국폴리텍다솜고등학교)가 있다.
각 대학은 3~5개의 캠퍼스로 구성되어 있어 전국적으로는 34개의 캠퍼스가 있다. 이중 22개 캠퍼스는 산업학사 학위과정을 주로 운영하고, 12개 캠퍼스는 직업능력개발과정(전문기술과정)을 운영하고 있다.
학위과정의 연간 모집인원은 7,700여 명이고, 개설학과는 컴퓨터응용기계과, 메카트로닉스과, 산업디자인과, 정보통신시스템과, 바이오생명정보과, 항공정비과 등 68종 156개 학과이다.
졸업학점이 90학점으로 일반 전문대학(80학점)과 다른 학사제도를 운영하고 있으며, 산업체와 연계한 현장중심의 학사제도(F·L System, Factory Learning System)도 운영 중이다. 학위과정 이외에도 직업능력개발을 위한 기능사과정, 산업체 근로자를 위한 재직자직무능력향상훈련, 취약계층을 위한 실업자훈련 등을 운영하고 있다. 운영 주체는 학교법인 한국폴리텍이며, 정부로부터 운영재원을 받아 대학을 운영하고 있다.

## 설립취지
- 국민 평생 직업능력 개발법에 근거하여 취업을 원하는 학업중단 청소년, 고학력 미취업자, 실직자 등을 대상으로 기능인력(기능사)을 양성한다.
- 민간부분에서 담당하기 어려운 국가기간산업과 신산업분야의 다기능기술자, 기능장 등 중간기술 인력을 양성한다.
- 근로자의 평생직업능력개발,산학협력사업 및 지역산업인력개발등 국가인적자원개발 사업 수행한다.
- 이외에도 향상훈련, 훈련정보 개발ㆍ보급, 기업에 대한 훈련상담ㆍ 기술지도, 기타 정부위탁사업 수행 등 다양한 교육훈련서비스 제공한다.

## 연혁
- 1967년 1월 16일 직업훈련법 제정(법률 제1880호)
- 1968년 6월 25일 중앙직업훈련원 설립(현 한국폴리텍2대학 인천캠퍼스)
- 1973년 2월 1일 재단법인 정수직업훈련원 설립(현 한국폴리텍1대학 서울정수캠퍼스)
- 1977년 7월 23일 기능대학법 제정(법률 제3009호)
- 1977년 11월 19일 창원기능대학설립(현 한국폴리텍7대학 창원캠퍼스)
- 1997년 12월 24일 기능대학법 개정(법률 제5475호) 산업학사 학위 부여 근거 마련
- 1998년 2월 5일 학교법인 한국능력개발학원 설립
- 1999년 1월 1일 학교법인 한국능력개발학원을 학교법인 기능대학으로 명칭 변경
- 2006년 3월 1일 기능대학(24개)과 인력공단 직업전문학교(21개)를 통폐합하여 한국폴리텍대학 출범 및 한국폴리텍대학 바이오캠퍼스 개교
- 2008년 3월 6일 학교법인 기능대학을 학교법인 한국폴리텍으로 명칭 변경
- 2012년 3월 2일 한국폴리텍 다솜고등학교 개교
- 2016년 3월 한국폴리텍대학 분당융합기술교육원 개원
- 2020년 3월 한국폴리텍대학 광명융합기술교육원 개원
- 2020년 6월 한국폴리텍대학 석유화학공정기술교육원 개원
- 2021년 3월 한국폴리텍대학 로봇캠퍼스 개교

## 캠퍼스
한국폴리텍대학은 8개 대학 35개 캠퍼스 1개 대안학교로 구성되어 있으며, 한국폴리텍대학 파주캠퍼스는 2025년 개교 예정이다.
- 한국폴리텍Ⅰ대학(서울정수, 서울강서, 성남, 제주, 분당융합기술교육원)
- 한국폴리텍Ⅱ대학(인천, 남인천, 화성, 광명융합기술교육원)
- 한국폴리텍Ⅲ대학(춘천, 원주, 강릉)
- 한국폴리텍Ⅳ대학(대전, 청주, 아산, 충남(홍성), 충주)
- 한국폴리텍Ⅴ대학(광주, 전북(김제), 전남(목포), 익산, 순천)
- 한국폴리텍Ⅵ대학(대구, 구미, 남대구, 포항, 영주, 로봇, 영남융합기술)
- 한국폴리텍Ⅶ대학(창원, 부산, 울산, 동부산, 진주, 밀양)
- 한국폴리텍특성화대학(바이오, 반도체융합, 항공, 로봇)
- 한국폴리텍다솜고등학교

## 캠퍼스 갤러리

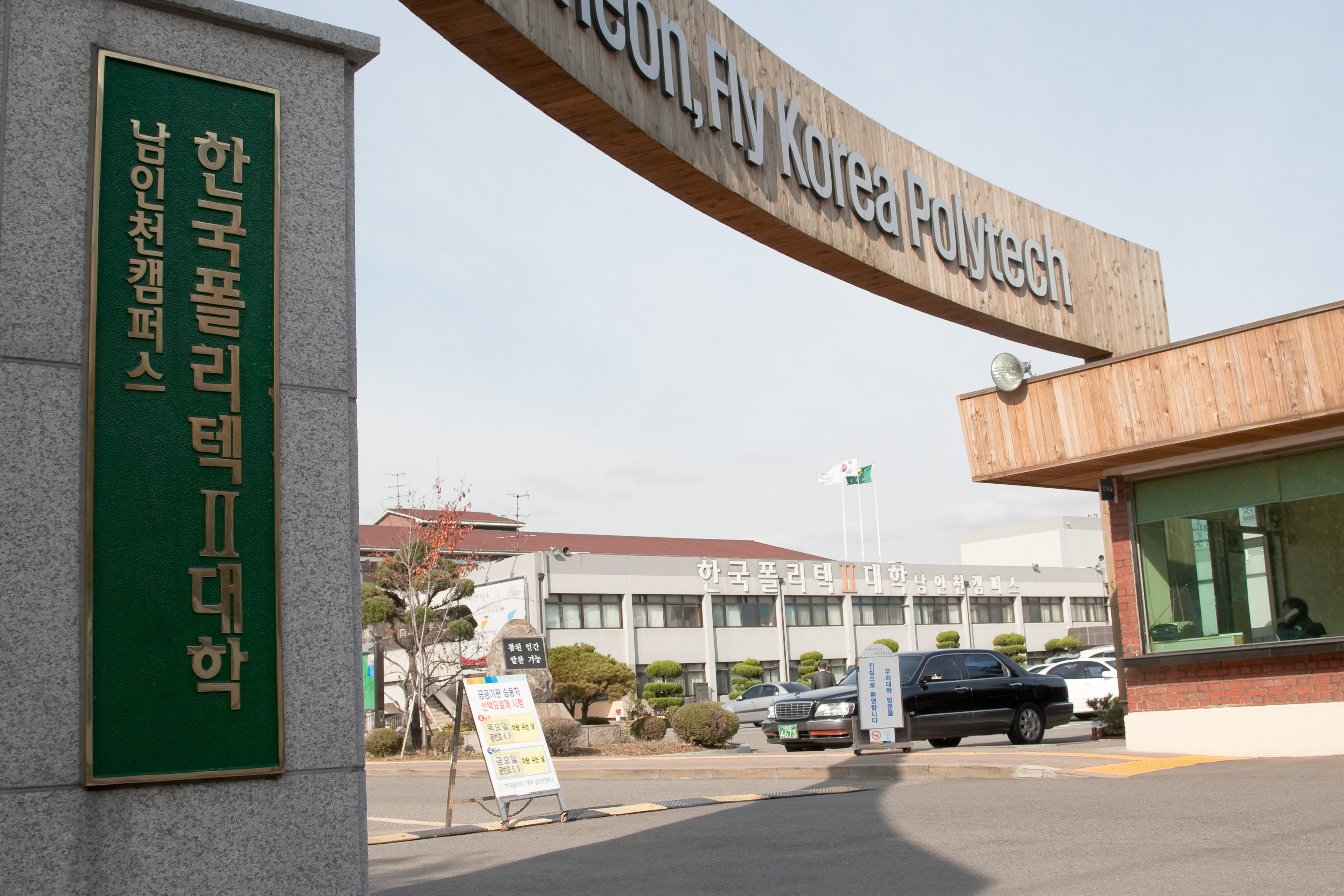
남인천캠퍼스
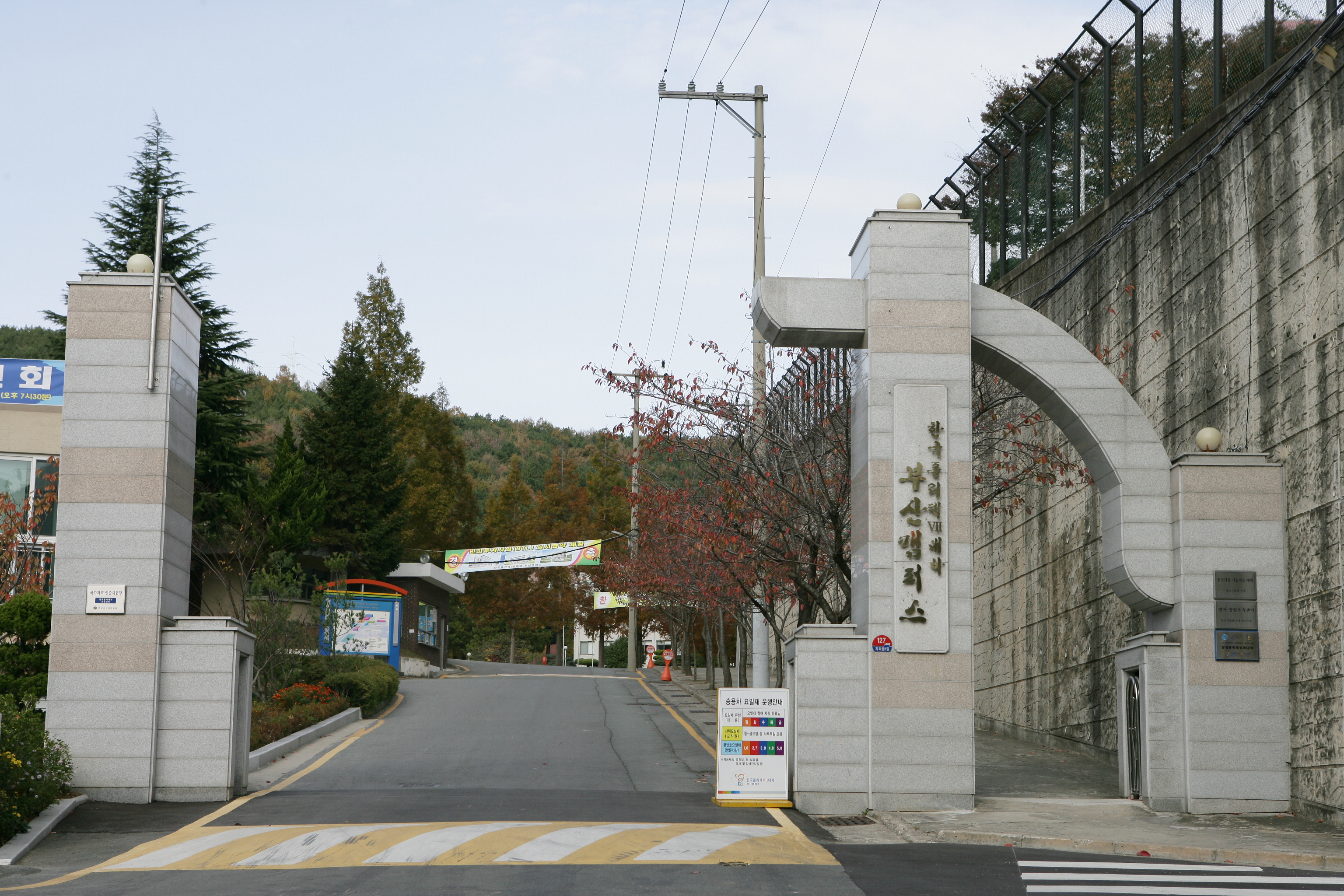
부산캠퍼스
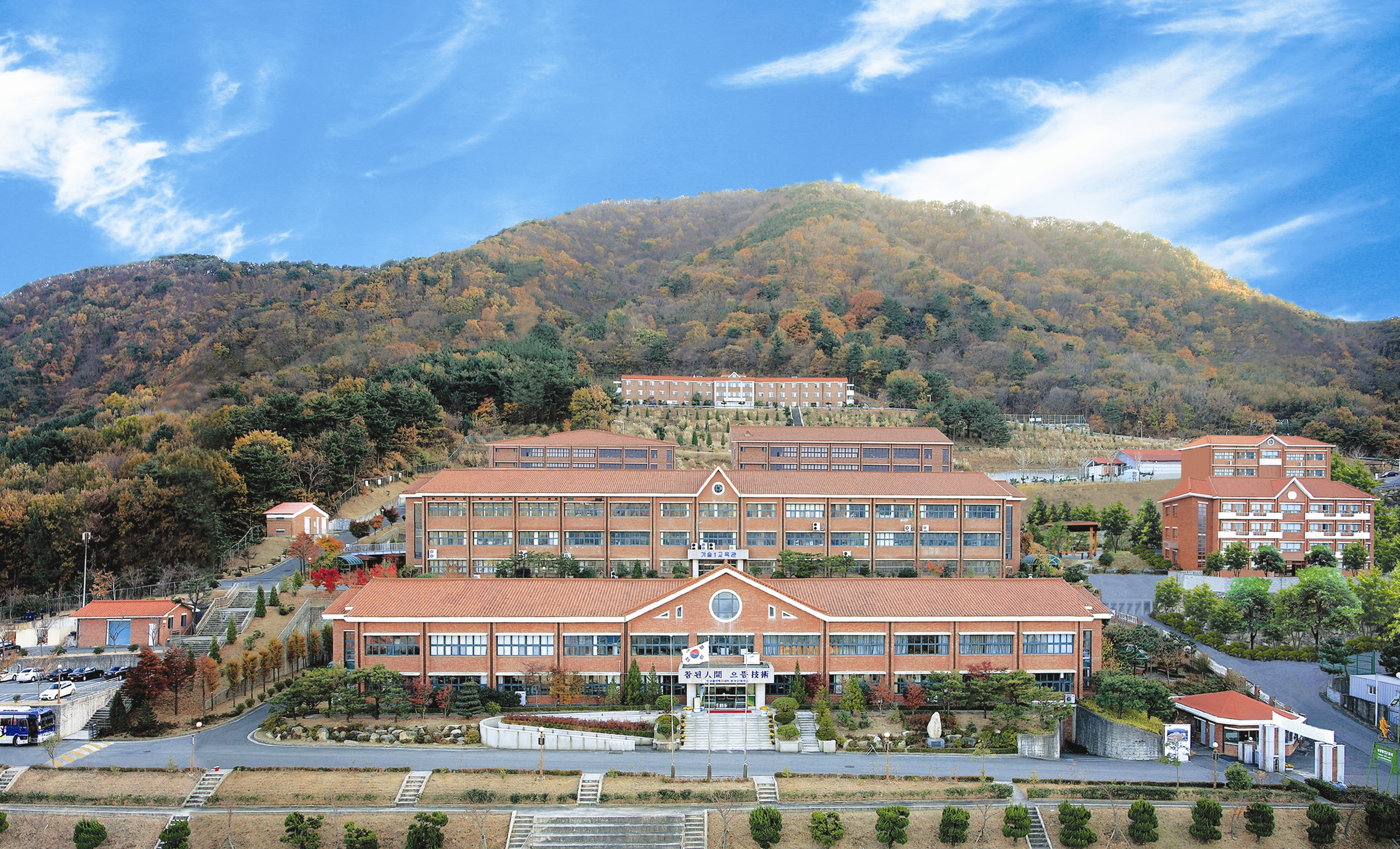
동부산캠퍼스

## 역대 이사장
- 1대 최송촌 1997년 12월~2001년 1월
- 2대 손일조 2001년 1월~2004년 1월
- 3,4대 박용웅 2004년 3월~2008년 8월
- 5대 허병기 2008년 8월~2011년 8월
- 6대 박종구 2011년 8월~2014년 8월
- 7대 이우영 2014년 10월~2017년 12월
- 8대 이석행 2017년 12월~2021년 5월
- 9대 조재희 2021년 5월~2023년 3월
- 10대 이철수 2024년 4월~